# Kirche Stolzenburg

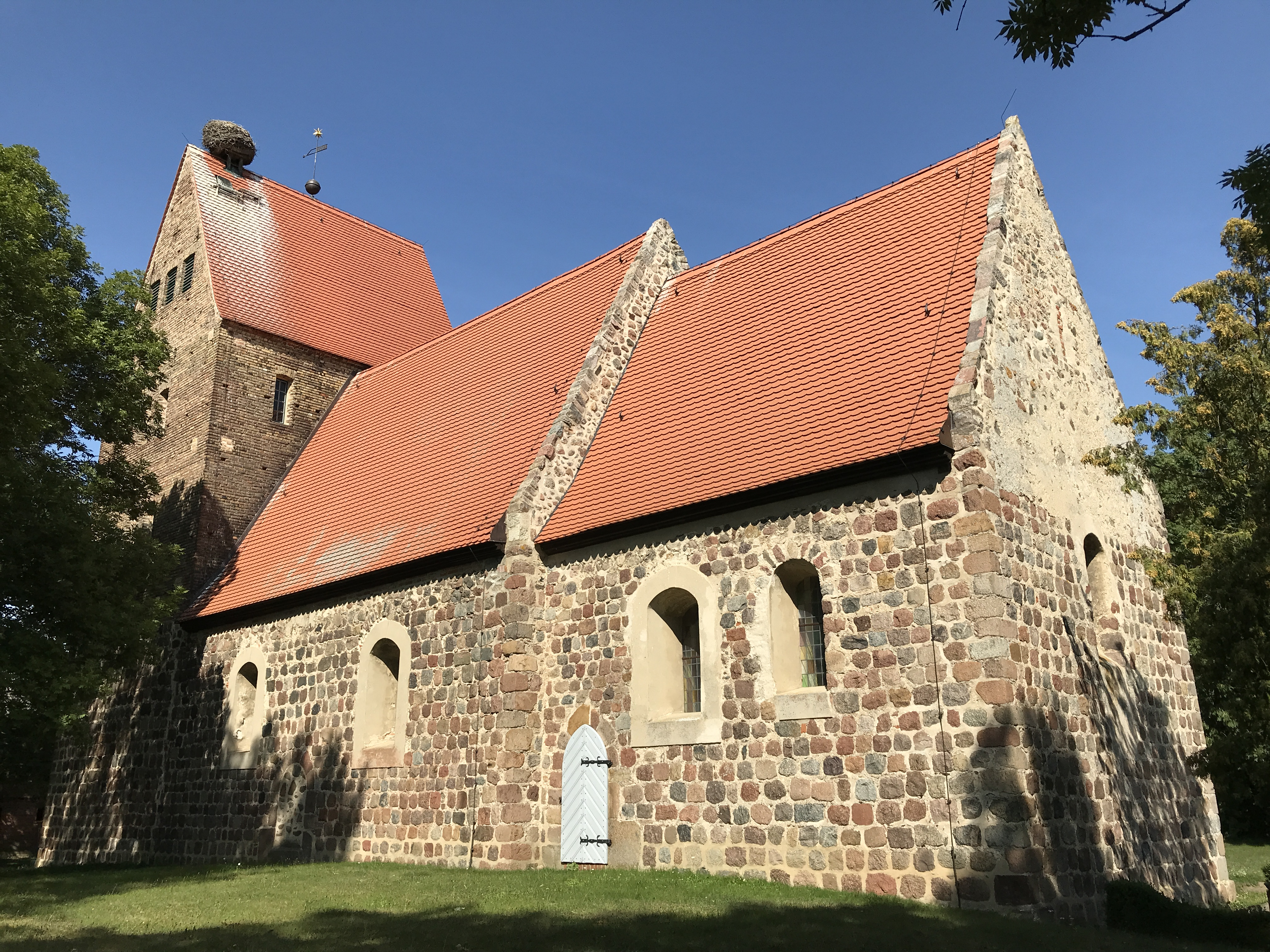
Kirche Stolzenburg

Die evangelische Kirche Stolzenburg ist eine Feldsteinkirche aus dem Ende des 13. Jahrhunderts in Stolzenburg, einem Ortsteil der Gemeinde Schönwalde im Landkreis Vorpommern-Greifswald in Mecklenburg-Vorpommern. Die Kirchengemeinde gehört zur Propstei Pasewalk im Kirchenkreis Pommern der Evangelisch-Lutherischen Kirche in Norddeutschland.

## Lage
Die Dorfstraße führt von Westen kommend in den Ort und zweigt dort in südlicher Richtung ab. Sie durchquert den Ort und zweigt am Ortsausgang in östlicher Richtung ab. Die Kirche steht östlich dieser Straße auf einer Anhöhe des Ueckertals auf einem Grundstück mit einem Kirchfriedhof, der mit einer Mauer aus rötlichen Mauersteinen eingefriedet ist.

## Geschichte
Das Bauwerk entstand im Kern zum Ende des 13. Jahrhunderts. Nach dem Ende des Zweiten Weltkrieges wurden die oberen zuvor aus Holz erbauten Geschosse des Turmes durch Mauerstein neu errichtet.

## Baubeschreibung

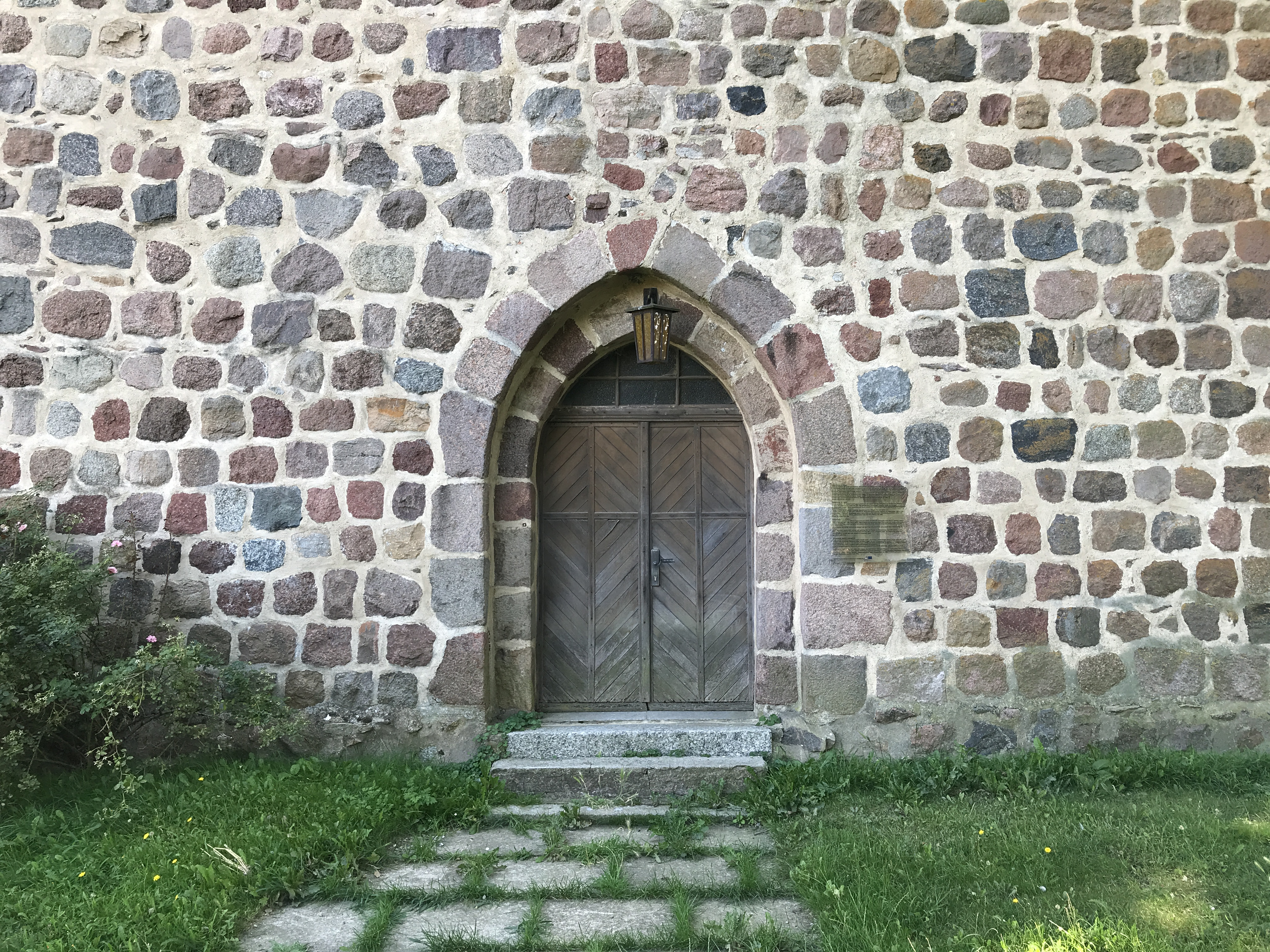
Westportal

Der Sakralbau entstand im Wesentlichen aus Feldsteinen, die lagig geschichtet und vergleichsweise sorgfältig behauen wurden. Der Chor hat einen rechteckigen Grundriss und ist leicht eingezogen. An seiner Ostwand ist ein kleines, rundbogenförmiges Fenster. An seiner Laibung sind Ausbesserungsarbeiten erkennbar, so dass es vermutlich nicht aus der Bauzeit stammen dürfte. Der darüberliegende Giebel entstand aus Mischmauerwerk, das teilweise verputzt ist. Es könnte daher zu einem früheren Zeitpunkt verbrettert gewesen sein. Leicht ausmittig nach Norden ist eine schmale und hochrechteckige Öffnung erkennbar, die mit rötlichem Mauerstein zugesetzt ist. An der Nordwand des Chors sind zwei Fenster, die „barock“ vergrößert wurden. Gleiches gilt für die beiden Fenster an der Südwand, wobei das westlich gelegene durch eine große und verputzte Fasche nochmals betont wird. Unterhalb ist eine bauzeitliche Priesterpforte.
Daran schließt sich das Kirchenschiff an. Es hat ebenfalls einen rechteckigen Grundriss. An der Nordwand sind zwei segmentbogenförmig-vergrößerte Fenster; mittig ein kleines Spitzbogenfenster. Die Südwand wird von zwei ebenfalls vergrößerten Fenstern mit Faschen dominiert. Teilweise sind noch die ursprünglichen Bögen erkennbar. Mittig ist eine mit Feldsteinen zugesetzte Pforte.
Im Westen ist der schiffsbreite Kirchturm, der nach Informationen im Dehio-Handbuch ein wenig jünger sein soll. Er kann von Westen her über ein zweifach getrepptes, spitzbogenförmiges Portal betreten werden. Die beiden oberen Geschosse entstanden aus Mauerstein. An den drei zugänglichen Seiten sind im unteren Bereich je zwei große und hochrechteckige Fenster. Im darüberliegenden Geschoss sind drei weitere, kleinere Fenster. Es folgt ein quergestelltes Satteldach mit je drei Klangarkaden an der Nord- und Südseite. Oberhalb ist eine Turmkugel mit Wetterfahne und Stern.

## Ausstattung
Das Altarretabel wird im Dehio-Handbuch als „schlicht“ beschrieben. Die Predella ist nicht bemalt, darüber ist im Altarblatt das Abendmahl Jesu, im Altarauszug Jesus Christus aus dem Ölberg zu sehen. Das Ensemble stammt aus der 1. Hälfte des 18. Jahrhunderts. Begleitet werden die Gemälde von einem säulenartigen Aufbau bestehend aus je zwei Säulen im Altarblatt sowie je einer Säule im Auszug. Seitlich ist Akanthus angebracht.
Zur weiteren Kirchenausstattung gehört ein Taufengel, den vermutlich Caspar Utegg aus Strasburg um 1730 schuf. Die rund 1,40 m große Figur mit Wolkenkranz und Taufschale wurde 2015 restauriert. Dabei waren auf Grund des schlechten Zustandes der Figur umfassende Maßnahmen erforderlich; zahlreiche Details mussten neu hergestellt werden. Er befand sich zuvor auf dem Dachboden. Eine Kabinettscheibe von 1668 zeigt einen Reiter. Eine umlaufende, mittelalterliche Wandmalerei ist im 21. Jahrhundert bis auf wenige Weihekreuze nicht freigelegt. Die übrige Kirchenausstattung stammt aus dem 19. Jahrhundert, darunter auch die achteckige Kanzel, Gestühl, Westempore sowie eine kelchförmige Fünte. Das Bauwerk ist in seinem Innern flach gedeckt. Im Turm hängen drei Glocken aus dem Jahr 1955.
Auf dem Kirchfriedhof befindet sich ein Grab eines unbekannten deutschen Soldaten. Ein Kriegerdenkmal steht einige Meter weiter nördlich im Ort.